# Gnômôn de l'idiologue

Le Gnômôn de l'Idiologue (Γνώμων τοῦ Ἱδίου Λόγου : Gnômôn tou Idiou Logou) est un texte juridique de droit romain appliqué dans l'Égypte conquise par Rome sous le Haut-Empire. Il est rédigé en grec, la langue courante de cette province, mais contient plusieurs latinismes. Il détaille de nombreuses mesures fiscales et pénales appliquées par le préfet d'Égypte et par son subordonné, qui porte le nom d'idiologue. Ce texte est connu aujourd'hui par la traduction de Joseph Mélèze parue en 1977.

## État du texte disponible
Le texte du Gnômôn de l'Idiologue est aujourd'hui connu par un texte long, daté entre 150 et 180 de notre ère. Il reproduit en cent quinze articles lisibles de nombreux abrégés de jugements par lesquels l'empereur, le préfet d'Égypte ou l'idiologue ont tranché une foule d'affaires judiciaires, pénales ou fiscales, durant les deux premiers siècles de la domination romaine de l'Égypte. Dans l'Antiquité, le Gnômôn désignait l'ensemble complet de cette jurisprudence et non l'abrégé, aujourd'hui seul disponible. Le papyrus qui contient ce texte est conservé à Berlin depuis 1912. Un très court extrait (articles 35 à 41 très partiels) date du Ier siècle de notre ère. L'on ignore combien le texte de la collection des abrégés contenait d'articles dans sa rédaction initiale.
Le Gnômon de l'Idiologue est composé dès le règne de l'empereur Auguste, comme l'attestent des papyrus relatifs aux cultes des taureaux divins (Apis et Mnévis), se référant à l'article 89 de ce texte. À partir de l'an 68, l'ensemble jurisprudentiel s'applique aux affaires égyptiennes et seuls les cas d'espèces nouveaux sont susceptibles d'être examinés par les hauts fonctionnaires en poste à Alexandrie. Après 201/202 de notre ère, un nouveau Gnômôn entre en vigueur (selon les formules relevées dans le papyrus côté P. Oxy. XLIV 4435). Mais les sources nous manquent pour connaître cette nouvelle législation.

## Nature et problématique du texte
Ce texte est attesté par deux papyrus. Il a donc bénéficié d'une (relative) notoriété. Par sa nature (compilation d'un abrégé de sentences), il composait un aide-mémoire pratique pour connaître le plan général de la collection à laquelle il se reportait : la bibliothèque des sentences des Empereurs, Préfets d'Égypte et des Idiologues. Un papyrus berlinois permet de connaître sur une occurrence une classification plus détaillée de cette bibliothèque perdue.
L'étude des cent-quinze articles lisibles du Gnômpn de l'Idiologue permet d'approfondir la connaissance de la vie juridique de l'Égypte sous occupation romaine.
Les quatre principales matières du texte concernent :
- le statut des personnes, leur transmission et celle de leurs biens (articles 1 à 35) - il concerne d'une manière privilégiée le statut de la citoyenneté romaine -,
- la répression des crimes et des délits (articles 36 à 69),
- les restrictions juridiques de droits portant sur les personnes chargées de l'autorité publique (le seul article 70, particulièrement long),
- le droit des affaires religieuses (à deux exceptions près il se rapporte au statut des prêtres et des desservants de l'ancienne religion égyptienne, articles 71 à 97),
- d'autres articles se rapportent aux activités notariales, commerciales et économiques, mais la déchirure du support nous empêche d'en savoir plus (articles 98 à 115).

Cette étude permet donc d'élaborer une véritable sociologie de l'Égypte aux deux premiers siècles de notre ère. De manière privilégiée, elle renseigne sur l'étude de la citoyenneté romaine en général et en Égypte en particulier. Elle complète les études possibles sur les Institutes de Gaïus et sur la documentation papyrologique. Une part importante de ce texte permet également d'approfondir le statut de prêtre ou de desservant de l'ancienne religion égyptienne et d'en synthétiser les enseignements de la documentation papyrologique.